# Murnisari
Murnisari is een bestuurslaag in het regentschap Cianjur van de provincie West-Java, Indonesië. Murnisari telt 3270 inwoners (volkstelling 2010).